# Jerome Ramatlhakwane
Jerome Ramatlhakwane (Malolwayne, 29 de maio de 1985) é um futebolista botsuanense que atua como atacante.

## Carreira
Jerome Ramatlhakwane representou o elenco da Seleção Botsuanense de Futebol no Campeonato Africano das Nações de 2012.